# Écologie sociale (domaine universitaire)

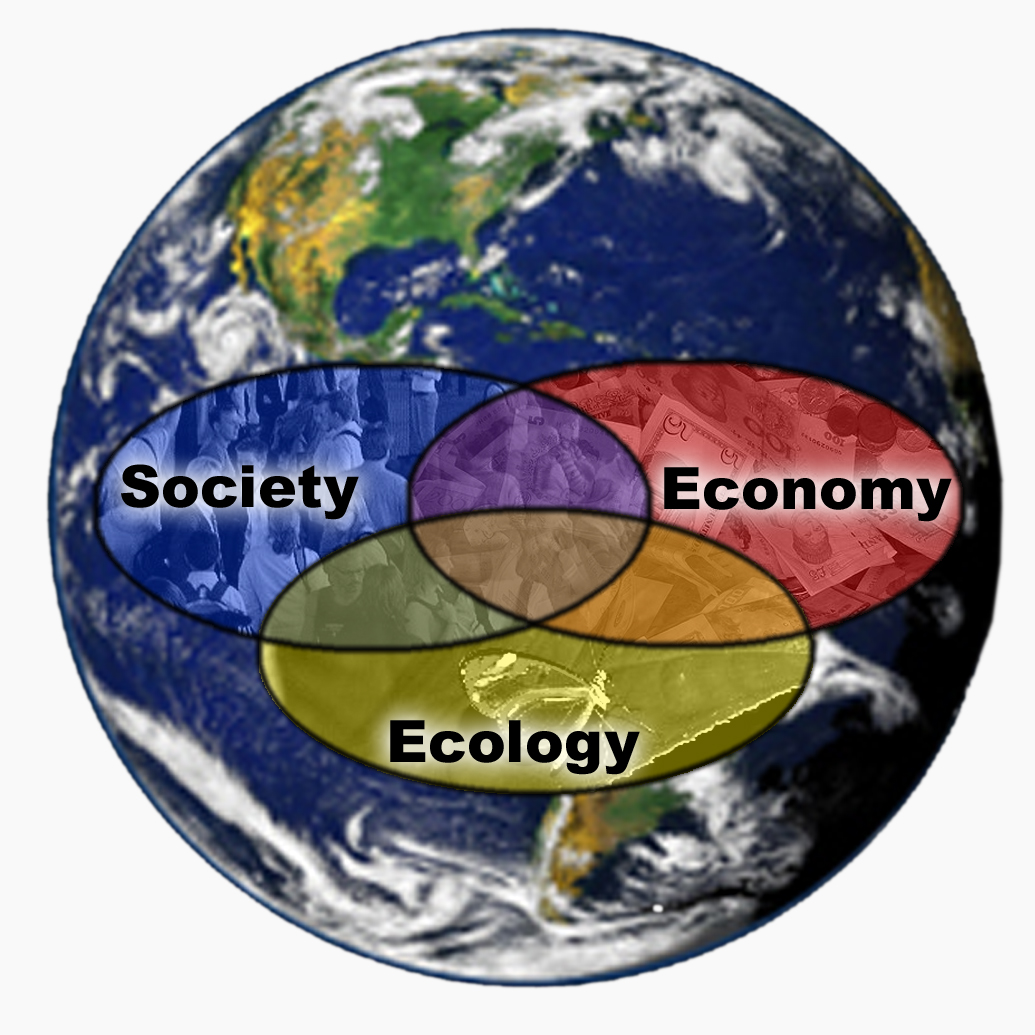
Diagramme de durabilité montrant l'écologie, l'économie et la société interconnectées et liées par l'environnement représenté par la Terre.

Pour les articles homonymes, voir Écologie sociale.
L'écologie sociale est une spécialité qui étudie les relations entre les personnes et leur environnement, généralement l'interdépendance des personnes, des collectifs et des institutions.
Découlant de l'écologie biologique, de l'écologie humaine, de la théorie des systèmes et de la psychologie écologique, l'écologie sociale adopte une «perspective large et interdisciplinaire qui accorde plus d'attention aux contextes sociaux, psychologiques, institutionnels et culturels des relations entre les personnes et l'environnement.»
Le concept a été utilisé pour étudier un large éventail de problèmes sociaux et politiques dans les sciences sociales et comportementales.